# Nixdorf Computer

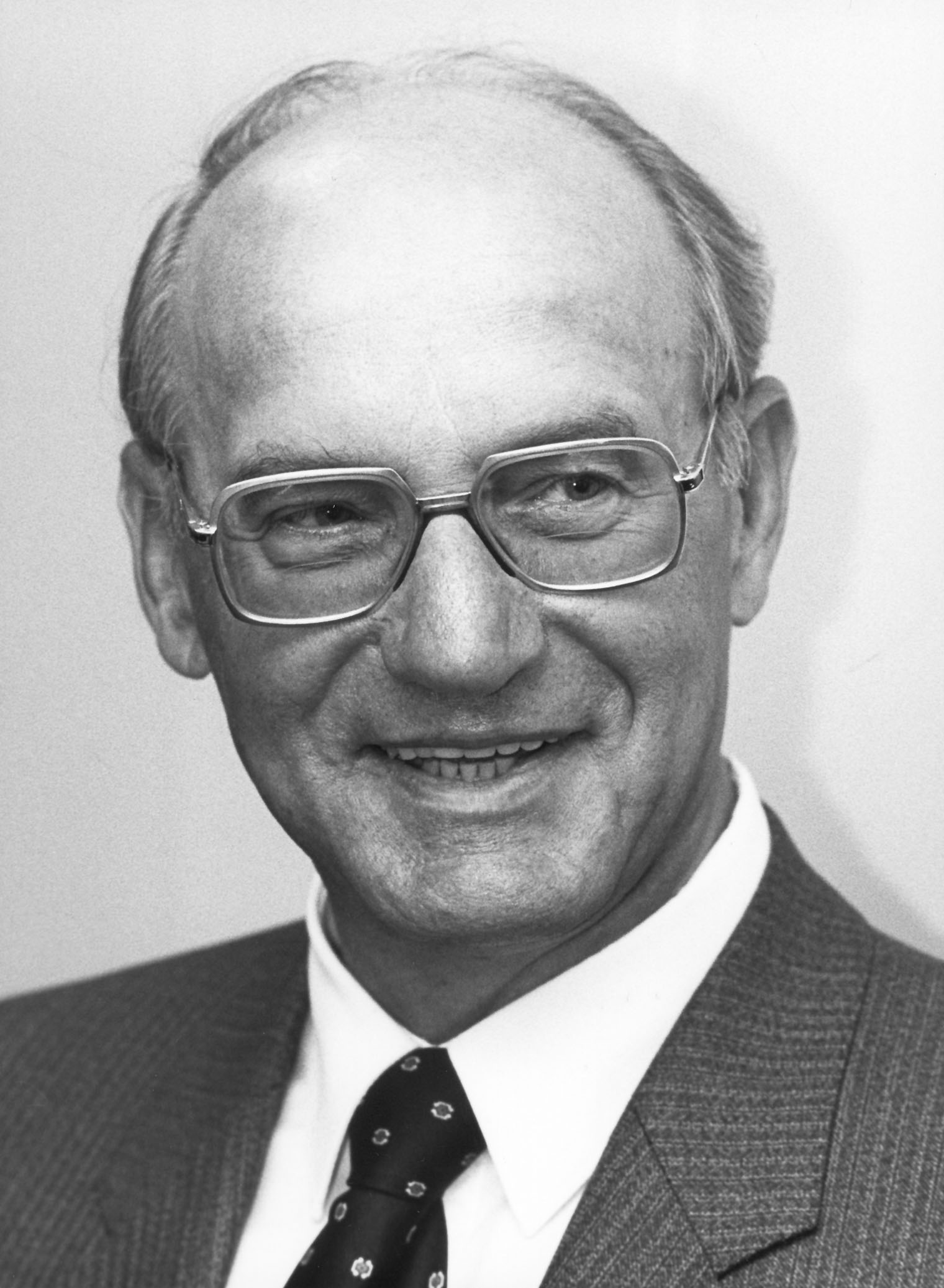
Heinz Nixdorf

Nixdorf Computer AG è stata un'azienda della Germania Ovest di computer fondata da Heinz Nixdorf nel 1968, dalla precedente Labor für Impulstechnik fondata nel 1952 dallo stesso Nixdorf. La sede era a Paderborn. Divenne la quarta società di informatica d'Europa, specializzata anche in POS per le banche.

## Labor für Impulstechnik
Quando Nixdorf lavorò alla Remington Rand Corp., capì il potenziale delle macchine calcolatrici. Presentò le sue idee a diversi costruttori dell'epoca e la Rheinisch-Westfälischen Elektrizitätswerken (RWE) di Essen mostrò interesse ai suoi progetti dandogli 30.000 marchi. Con quella cifra fondò la Labor für Impulstechnik il 1º luglio 1952. La società lavorò per aziende come Wanderer-Werke di Colonia e Compagnie des Machines Bull di Parigi. Nel 1954 si spostarono già in una nuova sede. Inventarono diversi prodotti come il Wanderer Conti, primo calcolatore con stampante incorporata e il Nixdorf-Universalcomputer 820. La sede principale divenne nel 1961 a Paderborn. Nel 1967, Nixdorf ebbe l'idea di vendere direttamente i propri prodotti.

## Nascita della Nixdorf Computer AG
Comprando le azioni della Wanderer nel 1968, avvenne la fusione tra Wanderer Werken e Labor for Impulstechnik fondando la Nixdorf Computer AG il 1º ottobre 1968. Venne prodotto il primo sistema non mainframe, appannaggio all'epoca di costruttori come IBM, e venne presentato il Nixdorf 820 computer.
Vennero fondate le sedi Nixdorf Computer AG in USA e Giappone. Negli anni '70 divenne la quarta società di informatica d'Europa. Nel 1972, era presente in 22 nazioni. Il continuo espandersi della società determinò la costruzione di una nuova sede. La sede del 1971, ora Heinz Nixdorf Aue, dà spazio all'Heinz Nixdorf MuseumsForum e al Heinz Nixdorf Institut della Università di Paderborn.
Nel 1975, la Heinz Nixdorf Company produsse la nuova linea 88xx. Venne fondata nel 1969 una scuola di commercio, che nel 1972 divenne Bildungszentrum für informationsverarbeitende Berufe (b.i.b.). 
Heinz Nixdorf fu uno sportivo e fondò lo Ahorn-Sportpark a Paderborn vicino alla sede della società.
Con la crescita della società divenne anche necessaria nuova liquidità e la NCAG rifiutò l'offerta della Volkswagen AG, ma siglò un accordo con la Deutsche Bank per un prestito di 200 milioni di DM al 25%. Alla quotazione alla Börse Düsseldorf ricavarono 300 milioni di DM nel 1984. L'anno successivo 700 milioni di DM.
Nel 1985 le vendite erano per 4 miliardi di DM, con profitti al netto delle tasse di 172 milioni di DM. All'epoca erano occupate 23.000 persone in 44 nazioni. Heinz Nixdorf morì di attacco cardiaco il 17 marzo 1986 al CeBIT di Hannover.

## Nixdorf AG dopo la morte del fondatore
Il successore di Nixdorf fu Klaus Luft. Il turnover fu di 5 miliardi di Marchi e la società raggiunse i 30.000 dipendenti. La società non riuscì però a seguire il successo del mercato dei personal computer. Luft lasciò tre anni dopo e seguì Horst Nasko. La società venne successivamente venduta.

## Siemens
Il 1º ottobre 1990, Siemens prese la maggioranza delle azioni e avvenne così la fusione della Nixdorf Computer AG con Siemens creando la Siemens Nixdorf Informationssysteme (SNI). Siemens divenne così il primo produttore europeo di computer.

## Nuove società
Il 1º ottobre 1999, SNI fu acquisita dalla Kohlberg Kravis Roberts e Goldman Sachs Capital Partners. Il nome cambiò in Wincor Nixdorf GmbH. Dal 2004 la società fu quotata alla Frankfurter Börse come Wincor Nixdorf AG. I prodotti furono cash points, cash registers e reverse vending machines.

## Prodotti
system families

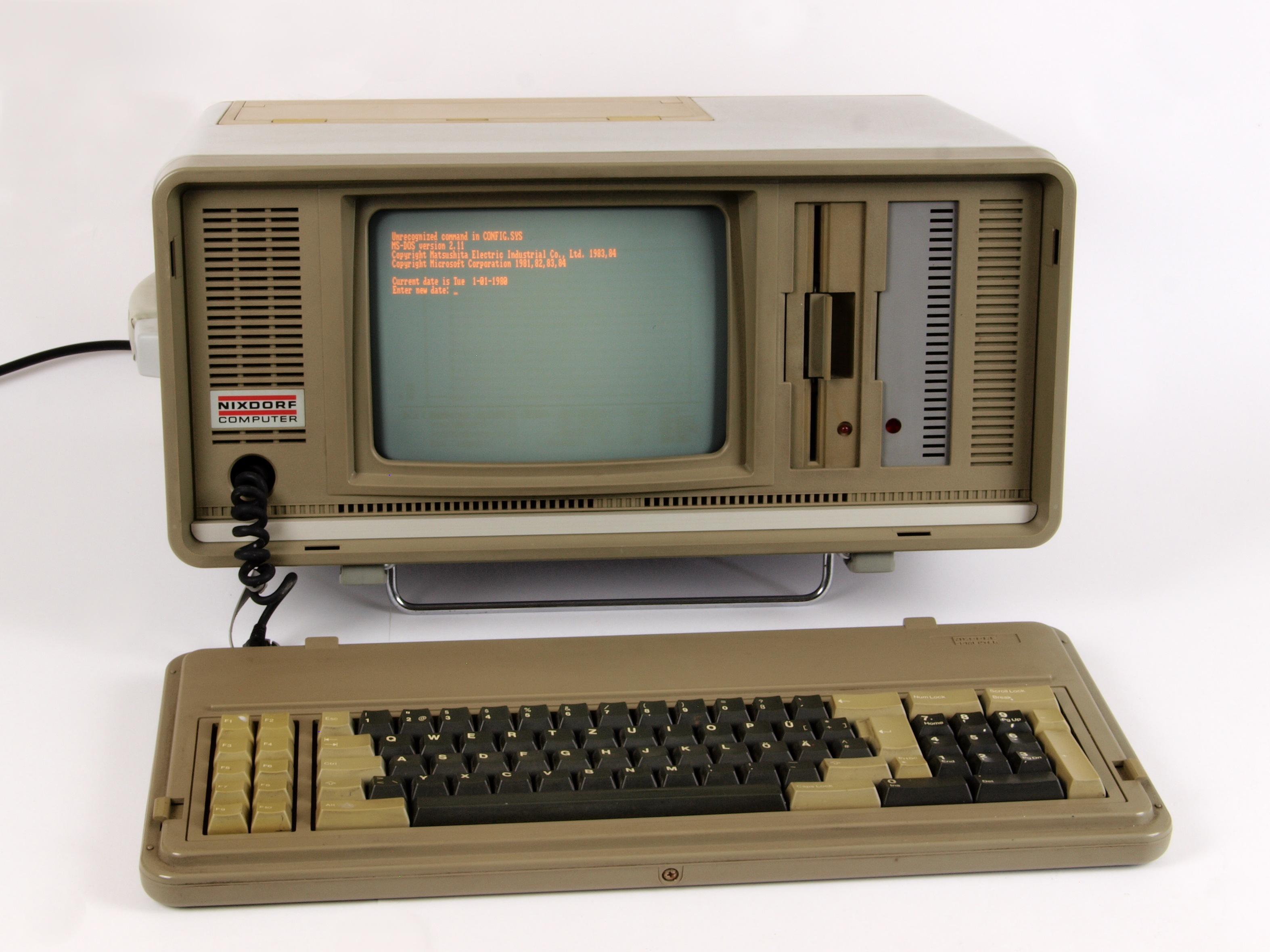
Nixdorf 8810/25

- system family 620 (1974-1984): sistema sviluppato dalla Entrex.
- system family 820 (1968-1979): con design diversi per esigenze del cliente.
- system family 8811(1975-1979): telefono con tasto dialing e schermo LED. Possibilità di dialogo tra il telefono e computer. Con stampante.
- system family 8818(1982): con digital switching system. Sistema di connessione con 30-3000 telefoni e 246 utilizzatori. 10 memorie.
- system families 8862 e 8812(1976): POS con microcomputer.
- system family 8864 (1975): terminale bancario.
- system family 8870 (1976-1986): data processing system indipendente.
- system family 8890 (1985): sistema compatibile con IBM System/370 e System/390 prodotto da Hitachi.